# Kis-Koksaga
A Kis-Koksaga (oroszul: Малая Кокшага, mari nyelven: Изи Какшан) folyó Oroszország európai részén, a Volga bal oldali mellékfolyója. 

## Földrajz
Hossza: 194 km, vízgyűjtő területe: 5160 km². Nem bővízű folyó, évi közepes vízhozama kb. 30   m³/sec.
Mariföld északi határa közelében, alacsony dombos vidéken ered és délnyugati, majd déli irányban folyik végig Mariföldön, nagyjából két egyenlő részre osztva annak területét. A partján fekszik Mariföld fővárosa, Joskar-Ola, mely főként a folyóból nyeri ivóvizét.
A folyó felső szakasza mentén kevés az erdő, Joskar-Olától azonban partjait erdők borítják. Szélessége a középső szakaszon magasvíz idején 50-90 m. A torkolathoz közeledve szélessége ennél jóval nagyobb, vízének áramlási sebessége pedig egyre csökken. A Volgán kialakított Kujbisevi víztározóba ömlik, alig néhány kilométerrel a Nagy-Koksaga torkolata alatt.
Főként olvadékvizek táplálják, novembertől áprilisig befagy. Nem hajózható.
Jelentősebb bal oldali mellékfolyója a Kis Kundis (116 km).